# Comtat de Kilkenny
El comtat de Kilkenny (gaèlic irlandès Cill Chainnigh) és un comtat de la província de Leinster. Porta el seu nom per Kilkenny, la ciutat més important de la regió i la seva capital. Limita al nord amb el comtat de Laois, al sud amb el comtat de Waterford, a l'est amb el comtat de Carlow i el comtat de Wexford i a l'oest amb el comtat de Tipperary. Segons el cens de 2006 hi havia 35.669 parlants d'irlandès.

## Ciutats i viles
- Ballyhale, Ballyragget, Bennettsbridge
- Callan, Carrigeen, Castlecomer, Castlewarren, Clogh
- Flagmount, Freshford
- Galmoy, Goresbridge, Gowran, Graiguenamanagh
- Inistioge
- Jenkinstown, Johnstown, Johnswell
- Kilkenny, Killinaspick, Kilmacow, Kilmoganny, Knocktopher
- Moneenroe, Mooncoin, Mullinavat
- Paulstown, Piltown
- Redhouse
- Slieverue, Stoneyford
- Thomastown, Tullaroan
- Urlingford
- Windgap

## Baronies
Les Baronies eren dividides en townlands. El 1802 hi havia a Kilkenny 9 baronies i unes 800 townlands.
Baronies del comtat de Kilkenny
Baronies al comtat de Kilkenny:
1. Callan (Callainn)
2. Crannagh (Crannach)
3. Fassadinin (Fásach an Deighnín)
4. Baronia de Galmoy (Gabhalmhaigh)
5. Gowran (Gabhrán)
6. Ida (Uí Dheá)
7. Iverk (Uíbh Eirc)
8. Kells (Ceanannas)
9. Kilculliheen[2] (Cill Choilchín)
10. Kilkenny (Cill Chainnigh)
11. Knocktopher (Cnoc an Tóchair)
12. Shillelogher (Síol Fhaolchair)

## Personatges il·lustres
- James Stephens (fenià)